# Трифиллий (Инихов)
Митрополи́т Трифи́ллий Ини́хов (ум. 28 июня 1701) — епископ Русской православной церкви, митрополит Сарский и Подонский (1699—1701), митрополит Нижегородский и Алатырский (1697—1699).

## Биография
С 1691 года — игумен Николо-Угрешского монастыря Московской епархии.
В 1692 году переведён в Спасо-Андроников монастырь и возведён в сан архимандрита.
С 4 мая 1695 года — архимандрит Московского Новоспасского монастыря.
17 мая 1697 года хиротонисан во епископа Нижегородского с возведением в сан митрополита.
В «Нижегородском летописце» значится, что Трифиллий был восприемником Александра Строгонова. А из бумаг, найденных в консисторском архиве, видно, что он в числе других духовных сановников помогал Петру Великому в строении воронежской верфи, Барколона, доставлением денег, хлеба и некоторых материалов.
Летом 1699 года Пётр I лично распорядился перевести на Крутицы старого и немощного митрополита Нижегородского Трифиллия.
С 23 июля 1699 года — митрополит Сарский и Подонский (Крутицкий). Проживая в Москве на Крутицком подворье, митрополит Трифиллий принимал деятельное участие в церковных делах, являясь по должности помощником немощного патриарха Адриана. В 1700 году он устроил ходовые паперти вокруг Успенского собора, на стенах которого изображены российские государи, начиная от князя Владимира и до царя Алексея Михайловича.
Скончался 28 июня 1701 года. Погребён на Крутицах, рядом с митрополитом Сарским и Подонским Варсонофием (Чертковым-Еропкиным), в нижнем ярусе Успенского собора, в Петропавловской церкви.
На надгробной плите почившего митрополита Трифиллия была высечена следующая надпись: «Лета 1701 года месяца Иуния в 28 день, в три часа дни, во второй четверти, на память Святых безсеребренников Кира и Иоанна преставился раб Божий Митрополит Трифилий, Сарский и Подонский».